# Севко Болеслав Іванович
Болеслав Іванович Севко (біл. Баляслаў Іванавіч Сяўко; *15 травня 1940, село Межеричі, Зельвенський район, Гродненська область — †2 червня 2002) — білоруський актор. Заслужений артист БРСР (1972).

## Біографія
Народився в сім'ї селянина. У 1961 році був прийнятий у Білоруський державний театрально-мистецький інститут на акторський факультет. Його педагогом був професор, Народний артист БРСР Д. А. Орлов. Після закінчення інституту у 1965 році — актор театру імені Якуба Коласа в Вітебську. Протягом багатьох років виконував різноманітні ролі: Анатолій («Війна під дахом» А. Адамовича), Юрко («Таблетку під язик» А. Макієнка), Валодько («Трибунал» А. Макієнка), Колесов («Прощання у червні» А. Вампілова), Володимир («Чужий» Л. Ніконенка), син («Затюканий апостол» А. Макієнка) і інших.
Був керівником колективу пантоміми, якому присвоєно звання «Народний». На 12-му і 13-му Міжнародних фестивалях пантоміми у місті Брно (Чехія) колектив займав перші місця в номінаціях соло, дует та тріо у груповому виступі з короткою програмою.